# Chama (New Mexico)
Chama ist eine Kleinstadt in Rio Arriba County im US-amerikanischen Bundesstaat New Mexico. Sie liegt am gleichnamigen Fluss Rio Chama. Die Stadt hatte im Jahr 2000 laut Statistikbehörde 1199 Einwohner.
Einst war die Stadt ein Knotenpunkt innerhalb eines großen Schmalspurbahnnetzes durch die Rocky Mountains. Heute gibt es nur noch die Cumbres and Toltec Scenic Railroad nach Antonito (Colorado), welche nach Stilllegung des Streckennetzes von Eisenbahnfreunden als Museumsbahn mit einer Länge von 103 Kilometern gerettet wurde.